# Ti voglio bene (Marco Carta)
Ti voglio bene è un singolo del cantante italiano Marco Carta, il quarto estratto dal quarto album in studio Necessità lunatica; venne pubblicato il 26 aprile 2013 dalla Warner Music Italy.

## Il brano
Prodotto da Daniele Coro e Federica Camba (i quali hanno scritto e composto la canzone), Ti voglio bene racconta la storia che ha visto Carta protagonista quando aveva solo 10 anni, la perdita della mamma Monica. Da allora l'artista non era mai riuscito a scrivere una canzone che parlasse di lei e del rapporto che aveva con la mamma.

## Il video
Il videoclip è stato diretto da Simone Angiulli (già collaboratore con Carta per il video di Scelgo me) e mostra Carta cantare il brano in due luoghi differenti. Dalle espressioni dell'artista si possono captare tutte le emozioni, le sensazioni che suscita in lui questo pezzo e quindi il ricordo della mamma.

## Successo commerciale
Il brano ha debuttato alla decima posizione nella classifica italiana dei singoli più scaricati della settimana, per poi rientrare dopo 5 settimane nella top 10 nella medesima posizione.

## Classifiche
| Classifica (2013) | Posizione massima |
| ----------------- | ----------------- |
| Italia            | 10                |